# Colonus
Colonus F. O. Pickard-Cambridge, 1901 è un genere di ragni appartenente alla famiglia Salticidae.

## Distribuzione
Le 14 specie sono diffuse nelle Americhe: la specie dall'areale più ampio è la C. pallidus, rinvenuta in molte località dell'America centrale e meridionale.

## Tassonomia
Per la descrizione delle caratteristiche di questo genere sono stati esaminati gli esemplari tipo di Plexippus puerperus Peckham & Peckham, 1885, identificati erroneamente come C. sylvanus (Hentz, 1846), secondo un lavoro degli aracnologi Peckham & Peckham del 1909.
Il genere è stato rimosso dalla sinonimia con Thiodina Simon, 1900 a seguito di un lavoro degli aracnologi Bustamante, Maddison & Ruiz del 2005, contra un precedente lavoro di Simon (1903a).
Non sono stati esaminati esemplari di questo genere dal 2021.
Attualmente, a gennaio 2022, si compone di 14 specie:
- Colonus branicki (Taczanowski, 1871) — Venezuela, Guyana, Guyana francese
- Colonus candidus (Mello-Leitão, 1922) — Brasile
- Colonus germaini (Simon, 1900) — Brasile, Paraguay, Argentina
- Colonus hesperus (Richman & Vetter, 2004) — USA, Messico
- Colonus melanogaster (Mello-Leitão, 1917) — Brasile, Paraguay
- Colonus pallidus (C. L. Koch 1846) — El Salvador, Nicaragua, Colombia, Venezuela, Trinidad e Tobago, Guyana, Suriname, Guiana Francese, Perù, Brasile, Paraguay, Argentina
- Colonus pseustes (Chamberlin & Ivie, 1936) — Panama, Colombia, Guiana francese, Brasile
- Colonus puerperus (Hentz, 1846) — USA
- Colonus punctulatus (Mello-Leitão, 1917) — Brasile
- Colonus rishwani (Makhan, 2006) — Suriname
- Colonus robustus (Mello-Leitão, 1945) — Argentina
- Colonus sylvanus (Hentz, 1846)[2] — dagli USA a Panama
- Colonus vaccula (Simon, 1900) — Brasile, Perù, Argentina
- Colonus vellardi (Soares & Camargo, 1948) — Brasile

### Sinonimi
- Colonus schiapelliae (Galiano, 1957); trasferito dal genere Thiodina e posto in sinonimia con C. germaini a seguito di un lavoro della stessa Galiano (1963a)[1].
- Colonus stellifer (Holmberg, 1876); originariamente ascritto al genere Maevia, poi trasferito dal genere Thiodina e posto in sinonimia con C. pallidus a seguito di un lavoro dell'aracnologo Mello-Leitão (1944b)[1].
- Colonus viridis (Holmberg, 1876); originariamente ascritto al genere Maevia, poi trasferito dal genere Thiodina e posto in sinonimia con C. pallidus a seguito di un lavoro dell'aracnologo Mello-Leitão (1944b)[1].